# Mirandia
Mirandia Badcock, 1932 è un genere di ragni appartenente alla famiglia Salticidae.

## Distribuzione
L'unica specie oggi nota di questo genere è endemica del Paraguay.

## Tassonomia
A dicembre 2010, si compone di una specie:
- Mirandia australis Badcock, 1932[2] — Paraguay